# Lacinipolia circumcincta
Lacinipolia circumcincta là một loài bướm đêm trong họ Noctuidae.